# Philodromus droseroides
Philodromus droseroides là một loài nhện trong họ Philodromidae.
Loài này thuộc chi Philodromus. Philodromus droseroides được miêu tả năm 1965 bởi Schick.